# Партизанская война (книга)
«Партиза́нская война́» (исп. La guerra de Guerrillas) — труд знаменитого революционера Эрнесто Че Гевары, в котором описывается концепция ведения партизанской войны в сельских районах на примере Латинской Америки.
В книге описываются причины, предпосылки и уроки партизанской войны. Основная причина ведения партизанской войны внутри страны заключается в том, что все мирные и законные средства решения конфликта исчерпаны. Наиболее важным условием ведения партизанской войны в стране является поддержка партизанской армии населением. Гевара утверждал, что успех Кубинской революции преподнёс три урока: народные силы могут выиграть войну против регулярной армии, партизаны могут создавать благоприятные условия самостоятельно (не дожидаясь, пока сложатся идеальные условия), а в слаборазвитых регионах Латинской Америки основной зоной действий партизанской армии является сельская местность. 
Книга содержит отсылки к трудам Мао Цзэдуна и Владимира Ильича Ленина. Че Гевара посвятил книгу памяти Камило Сьенфуэгоса.